# Sławhorod (obwód sumski)
Sławhorod (ukr. Славгород) – wieś na Ukrainie, w obwodzie sumskim, w rejonie sumskim. W 2001 liczyła 917 mieszkańców.